# 제2회 골든 글로브상
제2회 골든 글로브상은 1944년 상영된 영화 중 가장 뛰어난 영화를 수상하기 위해 1945년 1월에 열린 시상식이다. 미국,캘리포니아/비버리 힐튼 호텔에서 개최되었다.

## 수상

### 작품상-드라마
- 나의 길을 가련다 - 레오 맥캐리 수상

### 여우주연상-드라마
- 가스등 - 잉그리드 버그만 수상

### 남우주연상-드라마
- 윌슨 - 알렉산더 녹스 수상

### 여우조연상
- 파킹튼 부인 - 아그네스 무어헤드 수상

### 남우조연상
- 나의 길을 가련다 - 베리 피츠제럴드 수상

### 감독상
- 나의 길을 가련다 - 레오 맥캐리 수상

## 같이 보기
- 할리우드 외신 기자 협회
- 제17회 아카데미상